# 遼太郎
遼太郎（りょうたろう、1997年3月17日 - ）は、日本の俳優、歌手。神奈川県出身。ONFLEEK(元ONEDAY)のメンバー。ジャパン・ミュージックエンターテインメント所属。

## 略歴
神奈川県立麻生総合高校、多摩大学出身。幼少期から歌うことが好きで、高校1年生から歌手をめざしていろいろなオーディションを受けているときに、現在の事務所からスカウト受け、デビュー。

## 人物
- 趣味はカラオケ[2]。
- 特技はおにぎり一口で食べられる[2]。
- WEGOの店員の経験がある。
- アイドルをやる以前は岸遼太郎という芸名だった。

## 出演

### テレビドラマ
- 真犯人フラグ（2021年10月10日 - 2022年3月13日、日本テレビ） - 町山大輝 役[4]

### 舞台
- 弱虫ペダル SPARE BIKE篇～Heroes!!～（2021年3月19日 - 21日、大阪・サンケイホールブリーゼ / 2021年3月26日 - 28日、東京・日本青年館ホール） - 東堂尽八 役[1]

### テレビ番組
- めざまし8（2021年4月 - 2022年4月、 フジテレビ）- 割引太郎

### MV
- 「どんぐりGAME」こっちのけんと